# 檀上寛
檀上 寛（だんじょう ひろし、1950年6月 - ）は、日本の中国史学者、京都女子大学名誉教授。明代初期の政治史が専門である。

## 経歴
1950年6月、長崎県佐世保市に生まれる。1951年12月、兵庫県神戸市に転居する。1969年3月、兵庫県立長田高等学校卒業。
1975年3月、京都大学文学部東洋史学科卒業、1977年3月、同大学院文学研究科東洋史学専攻修士課程修了、1980年3月、同博士課程単位修得満期退学。
1983年4月、堺女子短期大学専任講師、1984年4月、同助教授。1987年4月、富山大学人文学部助教授。1992年4月、京都女子大学文学部助教授、1995年4月、同教授。2005年4月 - 2007年3月、同文学部長。2016年3月、京都女子大学を定年退職、同名誉教授。
1997年3月、『明朝専制支配の史的構造』で京都大学より博士（文学）の学位を取得。

## 著書
- 『明の太祖 朱元璋』「中国歴史人物選9」白帝社 1994／ちくま学芸文庫 2020
- 『明朝専制支配の史的構造』汲古叢書 汲古書院 1995
- 『永楽帝—中華「世界システム」への夢』講談社選書メチエ 1997　
  - 『永楽帝—華夷秩序の完成』講談社学術文庫 2012
- 『明代海禁＝朝貢システムと華夷秩序』東洋史研究叢刊 京都大学学術出版会 2013
- 『天下と天朝の中国史』岩波新書 2016
- 『陸海の交錯　明朝の興亡』岩波新書「シリーズ中国の歴史④」2020

### 共編
- 『東アジア海洋域圏の史的研究』京都女子大学東洋史研究室編 京都女子大学叢刊39 2003
- 『中国人物列伝』木田知生共編 恒星出版 2005

## 論文
- CiNii - 檀上寛